# 도미오역
도미오역(일본어: 富雄駅)은 일본 나라현 나라시에 위치한 긴키 닛폰 철도 나라 선의 철도역이다. 역 번호는 A 19이며, 섬식 승강장 1면 2선의 구조를 갖춘 지상역이다.

## 타는 곳
| 1 | A 나라 선 | 하행 | A 야마토사이다이지 · 긴테쓰나라 · B 교토 방면 · H 덴리 방면 |
| 2 | A 나라 선 | 상행 | A 오사카난바 · 아마가사키 · 고베산노미야 방면               |

## 이용 현황
| 연도   | 특정일 | 특정일      | 1일 평균 승차 인원 |
| 연도   | 조사일 | 승하차 인원 | 1일 평균 승차 인원 |
| ------ | ------ | ----------- | ------------------ |
| 1995년 | -      | -           | 17,678             |
| 1996년 | -      | -           | 17,730             |
| 1997년 | -      | -           | 17,109             |
| 1998년 | -      | -           | 16,696             |
| 1999년 | -      | -           | 16,718             |
| 2000년 | -      | -           | 16,583             |
| 2001년 | -      | -           | 16,326             |
| 2002년 | -      | -           | 15,994             |
| 2003년 | -      | -           | 16,071             |
| 2004년 | -      | -           | 15,986             |
| 2005년 | 11/8   | 31,840      | 15,841             |
| 2006년 | -      | -           | 15,467             |
| 2007년 | -      | -           | 15,225             |
| 2008년 | 11/18  | 29,254      | 15,199             |
| 2009년 | -      | -           | 14,919             |
| 2010년 | 11/9   | 29,120      | 14,893             |
| 2011년 | -      | -           | 14,643             |
| 2012년 | 11/13  | 28,456      | 14,541             |
| 2013년 | -      | -           | 14,788             |
| 2014년 | -      | -           | 14,434             |
| 2015년 | 11/10  | 28,974      | 14,619             |

## 역 주변
- 국도 제308호선 (일본)(일본어판)
- 긴테쓰 게이한나 선 갓켄키타이코마 역
- 데즈카야마 대학(일본어판) 히가시이코마 캠퍼스
- 긴키 대학 농학부

## 인접 역
| 긴키 닛폰 철도 나라 선     | 긴키 닛폰 철도 나라 선 | 긴키 닛폰 철도 나라 선         |
| -------------------------- | ---------------------- | ------------------------------ |
| A18 히가시이코마 후세 방면 | A 나라 선              | 가쿠엔마에 A20 긴테쓰나라 방면 |